# STV Sports Centre
STV Sports Centre est une ancienne émission de télévision sportive écossaise diffusée sur STV.

## Histoire
L'émission fut diffusée pour la première fois le 5 mars 2010 sur STV, prenant la suite de Scotsport, arrêtée en 2008. L'émission se déclinait en fait en deux sous-programmes : Friday Night Football diffusée le vendredi soir et traitant du football et Magners League Rugby diffusé le dimanche et traitant du rugby. De plus, de courts bulletins informatifs (de 4 minutes) étaient diffusés du lundi au jeudi soir.